# Michela Noonan
Michela Noonan (30 gennaio 1975) è un'attrice italiana naturalizzata australiana.

## Carriera
Ha recitato in film e serie tv di produzione italiana e australiana.

## Filmografia parziale
- Spellbinder - Serie tv (1995-1997)
- Strani attacchi di passione (Strange Fits of Passion) (1999)
- Quore (2001)
- Il destino ha quattro zampe (2002)
- Apnea (2005)